# Natalija Kulikovová
Natalija Kulikovová (rusky: Наталья Куликова; * Kirov) je ruská horolezkyně a bývalá reprezentantka v ledolezení, mistryně světa v ledolezení, v celkovém hodnocení světového poháru získala čtyři medaile.

## Výkony a ocenění
- 2003: mistryně světa
- 2004: mistryně světa
- 2005: mistryně světa
- 2006: druhé místo v celkovém hodnocení světového poháru
- 2007: čtvrtá na mistrovství světa
- 2008: třetí místo v celkovém hodnocení světového poháru
- 2011: druhé místo v celkovém hodnocení světového poháru
- 2014: třetí místo v celkovém hodnocení světového poháru
- 2016: čtvrtá na mistrovství Evropy

### Závodní výsledky
| Mistrovství světa v ledolezení | Mistrovství světa v ledolezení | Mistrovství světa v ledolezení | Mistrovství světa v ledolezení | Mistrovství světa v ledolezení | Mistrovství světa v ledolezení | Mistrovství světa v ledolezení | Mistrovství světa v ledolezení | Mistrovství světa v ledolezení |
| Rok                            | 2003                           | 2004                           | 2005                           | 2007                           | 2009                           | 2011                           | 2013                           | 2015                           |
| ------------------------------ | ------------------------------ | ------------------------------ | ------------------------------ | ------------------------------ | ------------------------------ | ------------------------------ | ------------------------------ | ------------------------------ |
| Obtížnost                      |                                | 2                              |                                | 4                              | —                              | 10                             | 9                              | 6                              |
| Rychlost                       | 1                              | 1                              | 1                              | 4                              | —                              | 7                              | 6                              | 9                              |

| Světový pohár v ledolezení | Světový pohár v ledolezení | Světový pohár v ledolezení | Světový pohár v ledolezení | Světový pohár v ledolezení | Světový pohár v ledolezení | Světový pohár v ledolezení | Světový pohár v ledolezení | Světový pohár v ledolezení | Světový pohár v ledolezení | Světový pohár v ledolezení | Světový pohár v ledolezení | Světový pohár v ledolezení | Světový pohár v ledolezení | Světový pohár v ledolezení | Světový pohár v ledolezení |
| Rok                        | 2002                       | 2003                       | 2004                       | 2005                       | 2006                       | 2007                       | 2008                       | 2009                       | 2010                       | 2011                       | 2012                       | 2013                       | 2014                       | 2015                       | 2016                       |
| -------------------------- | -------------------------- | -------------------------- | -------------------------- | -------------------------- | -------------------------- | -------------------------- | -------------------------- | -------------------------- | -------------------------- | -------------------------- | -------------------------- | -------------------------- | -------------------------- | -------------------------- | -------------------------- |
| Obtížnost                  | ?                          | ?                          | —                          | —                          | 9                          | 4                          | 3                          | —                          | 14-15                      | 12                         | 10                         | 7                          | 7                          | 8                          | 12                         |
| jednotlivě* (x/x/x)        | ?                          | Bronzová medaile           | Stříbrná medaile           | ?                          | 8,-,6,-,6                  | 6,4,6                      | 6,,9                       | —                          | 10,-,13,10                 | 14,10,12,21                | 14,9,8,13,10               | 9,12,12,5,7                | 9,7,9,9,11                 | -,5,14,6,4,8               | 9,12,21,12                 |
|                            |                            |                            |                            |                            |                            |                            |                            |                            |                            |                            |                            |                            |                            |                            |                            |
| Rychlost                   | ?                          | ?                          | —                          | —                          | 2                          | 4                          | ?                          | —                          | 7                          | 2                          | 8                          | 9                          | 3                          | 6                          | 4-5                        |
| jednotlivě* (x/x/x)        | Zlatá medaile              | Stříbrná medaile           | Zlatá medaile              | Zlatá medaile              | ,,-,                       | 4,4                        | ?                          | —                          | 12,-,,5                    | ,,7                        | 15,7,,15,8                 | 14,5,8,-,6                 | ,4,,5,5                    | -,8,4,5,,9                 | 4,4,7,4                    |

* poznámka: napravo jsou poslední závody v roce
| Mistrovství Evropy v ledolezení | Mistrovství Evropy v ledolezení | Mistrovství Evropy v ledolezení | Mistrovství Evropy v ledolezení |
| Rok                             | 2012                            | 2014                            | 2016                            |
| ------------------------------- | ------------------------------- | ------------------------------- | ------------------------------- |
| Obtížnost                       | 9                               | 11                              | 10                              |
| Rychlost                        | 8                               | 5                               | 4                               |